# Rubren
Rubren (nazwa systematyczna: 5,6,11,12-tetrafenyloteracen) – organiczny związek chemiczny z grupy sprzężonych węglowodorów aromatycznych.
W temperaturze pokojowej występuje w postaci intensywnie czerwonych kryształów.
Znaczne jego ilości są stosowane jako uczulacz chemoluminoscencyjny, jest m.in. jednym ze składników świecących na żółto farb i lampek luminescencyjnych, przedłużających okres ich działania.
Krysztaliczny rubren i stężone roztwory rubrenu posiadają własności półprzewodnikowe, dzięki czemu związek ten jest stosowany w diodach elektroluminescencyjnych i wyświetlaczach opartych na tych diodach.
Monokrystaliczny rubren posiada bardzo wysoką jak na organiczne półprzewodniki mobilność transportu ładunku elektrycznego (~30 cm²/Vs), co wskazuje na fakt, że mechanizm jego przewodnictwa jest zbliżony do tradycyjnych materiałów półprzewodnikowych. Zademonstrowano również dowody na występowania w kryształach rubrenu efektu Halla, co jest pośrednim dowodem na pasmowy charakter przewodnictwa w tym materiale